# Ernst Röhm
Ernst Julius Günther Röhm (alemão: [ɛʁnst ˈʁøːm]; 28 de novembro de 1887 – 1 de julho de 1934) foi um oficial militar alemão e um dos principais membros do Partido Nazista. Amigo próximo e antigo aliado de Adolf Hitler, Röhm foi o cofundador e líder da Sturmabteilung (SA), a ala paramilitar original do Partido Nazista, que desempenhou um papel significativo na ascensão de Adolf Hitler ao poder. Ele serviu como Stabschef de 1931 até seu assassinato em 1934, durante a Noite das Facas Longas.
Nascido em Munique, Röhm ingressou no Exército Imperial Alemão em 1906 e lutou na Primeira Guerra Mundial. Ele foi ferido três vezes em combate e recebeu a Cruz de Ferro de Primeira Classe. Após a guerra, ele continuou sua carreira militar como capitão do Reichswehr, e prestou assistência aos Freikorps de Franz Ritter von Epp. Em 1919, Röhm juntou-se ao Partido Alemão dos Trabalhadores, o precursor do Partido Nazista, e tornou-se um associado próximo de Adolf Hitler. Usando suas conexões militares, ele ajudou a construir vários grupos paramilitares a serviço de Hitler, um dos quais se tornou a SA. Em 1923, ele participou do fracassado Putsch da Cervejaria de Hitler para tomar o poder governamental em Munique e foi condenado a pena de prisão suspensa. Depois de uma passagem como deputado do Reischtag, Röhm rompeu com Hitler em 1925 sobre a futura direção do Partido Nazista. Renunciou a todos os cargos e emigrou para a Bolívia, onde serviu como assessor do Exército Boliviano.
Em 1930, a pedido de Hitler, Röhm regressou à Alemanha e foi oficialmente nomeado chefe do Estado-Maior das SA em 1931. Reorganizou a SA, que contava com mais de um milhão de membros, e continuou a sua campanha de violência política contra os comunistas, partidos políticos rivais, judeus e outros grupos considerados hostis à agenda nazi. Ao mesmo tempo, a oposição a Röhm intensificou-se à medida que a sua homossexualidade gradualmente se tornou de conhecimento público. Mesmo assim, ele manteve a confiança de Hitler por um tempo. Depois que Hitler se tornou Chanceler da Alemanha em 1933, Röhm foi nomeado Reichsleiter, o segundo posto político mais alto do Partido Nazista, e nomeado para o gabinete do Reich como Reichminister sem portfólio.
À medida que o governo nazi começou a consolidar o seu domínio, a tensão entre Röhm e Hitler aumentou. Ao longo de 1933 e 1934, a retórica de Röhm tornou-se cada vez mais radical à medida que apelava a uma "segunda revolução" que transformaria a sociedade alemã, alarmando os poderosos aliados industriais de Hitler. Ele também exigiu mais poder para a SA, visto que o Reichswehr era como uma ameaça crescente à sua posição. Hitler passou a ver seu aliado de longa data como um rival e um passivo, e tomou a decisão de eliminá-lo com a ajuda dos líderes da SS Heinrich Himmler e Reinhard Heydrich. Em 30 de junho de 1934, toda a liderança das SA foi expurgada pelas SS durante um evento conhecido como a Noite das Facas Longas. Röhm foi levado para uma prisão em Munique e executado em 1º de julho.

## Biografia
Ernst Röhm nasceu em 1887 em Munique, Reino da Baviera, Império Alemão, como o caçula de três filhos - ele tinha uma irmã mais velha e um irmão - de Emilie e Julius Röhm. Ernst Röhm descreveu seu pai Julius, um funcionário ferroviário, como rigoroso, mas quando Julius percebeu que seu filho respondia melhor sem exortação, ele permitiu-lhe uma liberdade significativa para perseguir seus interesses.
Em 1906, Röhm ingressou na 10ª Divisão de Infantaria da Baviera "Rei Ludwig" em Ingolstadt como cadete, embora sua família não tivesse tradição militar. Ele foi comissionado como tenente em 12 de março de 1908.

## Carreira

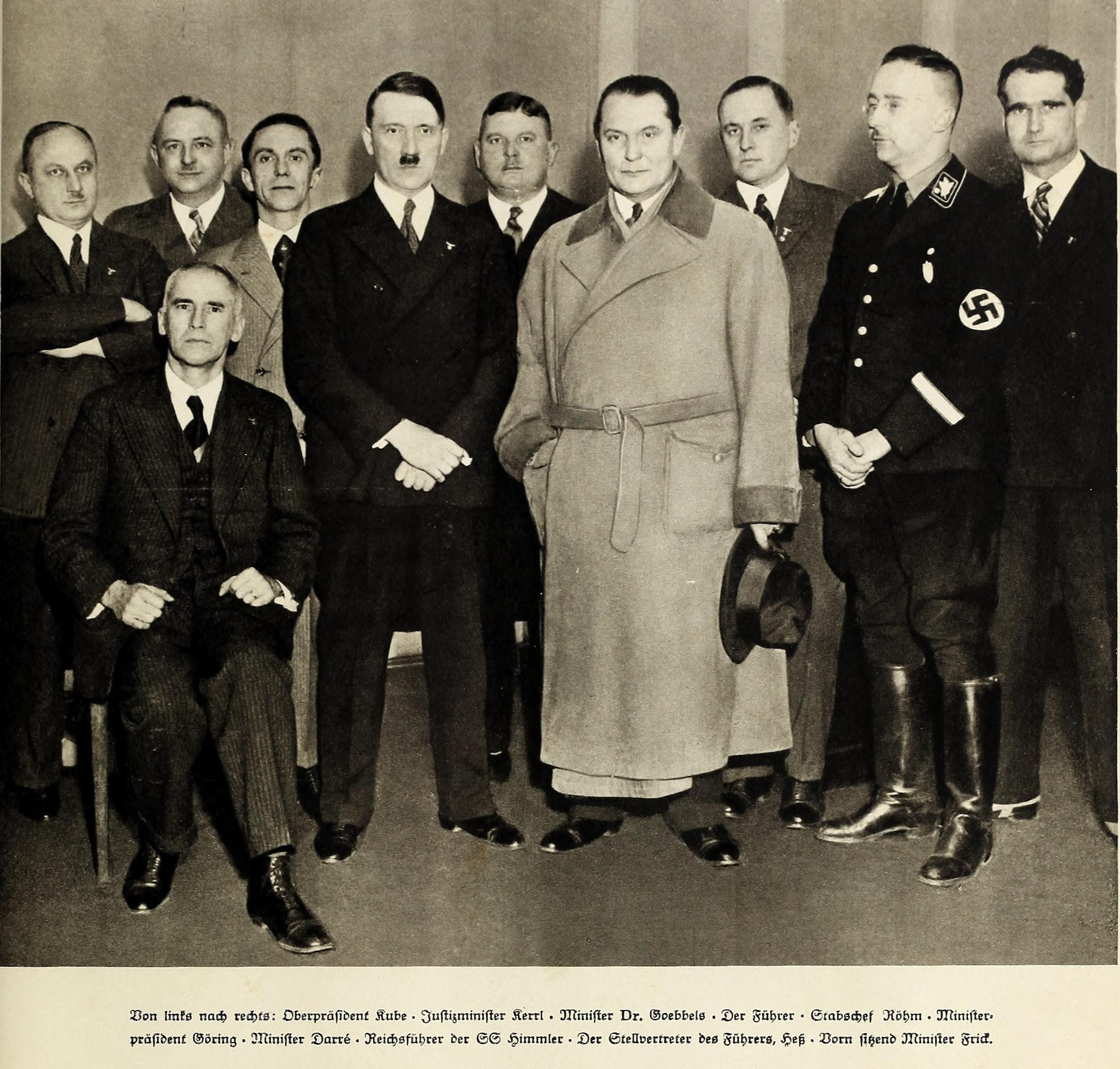
Röhm, em quinto lugar a partir da esquerda, como membro da "equipe do Führer tomada no dia de sua nomeação como Chanceler do Reich" em 30 de janeiro de 1933

Com a eclosão da Primeira Guerra Mundial, em agosto de 1914, ele era ajudante do 1º Batalhão, 10º Regimento de Infantaria König. No mês seguinte, ele foi gravemente ferido no rosto em Chanot Wood, na Lorena, e carregou as cicatrizes pelo resto da vida. Ele foi promovido a primeiro-tenente (Oberleutnant) em abril de 1915. Durante um ataque à fortificação em Thiaumont, Verdun, em 23 de junho de 1916, ele sofreu um grave ferimento no peito e passou o resto da guerra na França e na Romênia como oficial de estado-maior. Ele foi condecorado com a Cruz de Ferro de Primeira Classe antes de ser ferido em Verdun, e foi promovido a capitão (Hauptmann) em abril de 1917. Entre seus camaradas, Röhm era considerado um "espadachim fanático e simplório" que frequentemente demonstrava desprezo pelo perigo. Em suas memórias, Röhm relatou que durante o outono de 1918, ele contraiu a mortal gripe espanhola e não se esperava que sobrevivesse, mas se recuperou após uma longa convalescença.
Após o Armistício de 11 de novembro de 1918 que pôs fim à guerra, Röhm continuou sua carreira militar como capitão do Reichswehr. Ele foi um dos membros seniores do Bayerisches Freikorps für den Grenzschutz Ost de Franz Ritter von Epp ("Corpo Livre da Baviera para Patrulha de Fronteira Leste"), formado em Ohrdruf em abril de 1919, que finalmente derrubou a República Soviética de Munique pela força das armas em 3 de maio de 1919. Em 1919 juntou-se ao Partido dos Trabalhadores Alemães (DAP), que no ano seguinte se tornou o Partido Nacional-Socialista dos Trabalhadores Alemães (NSDAP). Pouco depois, ele conheceu Adolf Hitler, e eles se tornaram aliados políticos e amigos íntimos. Ao longo do início da década de 1920, Röhm permaneceu um importante intermediário entre as organizações paramilitares de direita da Alemanha e o Reichswehr. Além disso, foi Röhm quem convenceu seu ex-comandante do exército, Franz Ritter von Epp, a se juntar aos nazistas, um desenvolvimento importante, já que Epp ajudou a arrecadar os sessenta mil marcos necessários para comprar o periódico nazista, o Völkischer Beobachter.
Durante o início de setembro de 1923, quando o Partido Nazista realizou a celebração do "Dia da Alemanha" em Nuremberg, foi Röhm quem ajudou a reunir cerca de 100 mil participantes oriundos de grupos militantes de direita, associações de veteranos e outras formações paramilitares - que incluíam o Bund Oberland, Reichskriegsflagge, a SA e o Kampfbund – todos eles subordinados a Hitler como “líder político” da aliança colectiva. Röhm renunciou ou se aposentou do Reichswehr em 26 de setembro de 1923.
Em novembro de 1923, Röhm liderou a Reichskriegsflagge, milícia na época do Putsch da Cervejaria de Munique.  Ele alugou o cavernoso salão principal do Löwenbräukeller, supostamente para uma reunião e camaradagem festiva. Enquanto isso, Hitler e sua comitiva estavam no Bürgerbräukeller. Röhm planejou iniciar a revolução e usar as unidades à sua disposição para obter armas de esconderijos secretos para ocupar pontos cruciais no centro da cidade. Quando o chamado chegou, ele anunciou aos reunidos em Löwenbräukeller que o governo Kahr havia sido deposto e que Hitler havia declarado uma "revolução nacional" que suscitou aplausos selvagens. Röhm então liderou sua força de quase 2 000 homens para o Ministério da Guerra, que ocuparam por dezesseis horas. Uma vez no controle do Reichswehr, Röhm aguardava notícias, barricado lá dentro. A marcha subsequente para o centro da cidade liderada por Hitler, Hermann Göring e o general Erich Ludendorff com bandeiras hasteadas alto, foi ostensivamente empreendida para "libertar" Röhm e as suas forças.
Enquanto a multidão aplaudia, instigada por Gregor Strasser gritando "Heil", a assembleia armada de Hitler, usando braçadeiras vermelhas com a suástica, encontrou policiais do Estado da Baviera, que estavam preparados para combater o Putsch. Perto do momento em que os manifestantes chegaram a Feldherrnhalle, perto do centro da cidade, tiros foram disparados, dispersando os participantes. Ao final do tiroteio, quatorze nazistas e quatro policiais foram mortos; o golpe fracassou e a primeira tentativa dos nazistas de chegar ao poder durou menos de vinte e quatro horas.

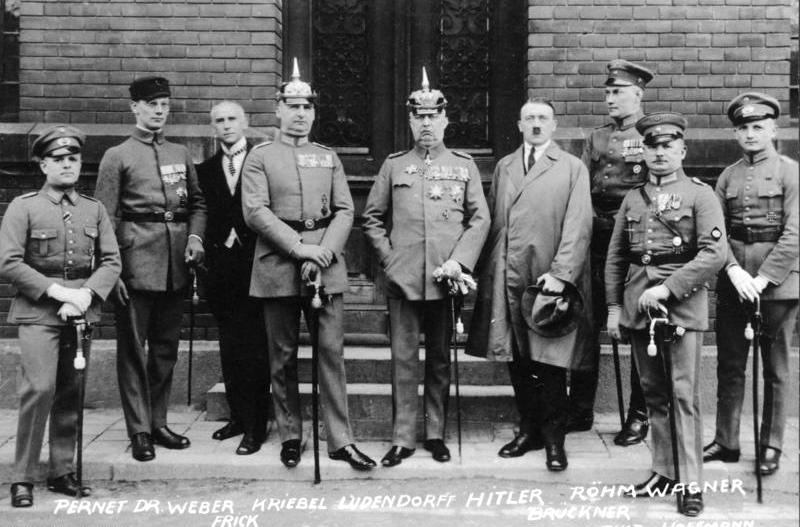
Réus no julgamento do Putsch da Cervejaria. Da esquerda para a direita: Pernet, Weber, Frick, Kriebel, Ludendorff, Hitler, Bruckner, Röhm, e Wagner.

Em fevereiro de 1924, após o golpe fracassado, Röhm, Hitler, o general Ludendorff, o tenente-coronel Hermann Kriebel e seis outros foram julgados por alta traição. Röhm foi considerado culpado e condenado a quinze meses de prisão, mas a pena foi suspensa e ele foi colocado em liberdade condicional. Hitler foi considerado culpado e condenado a cinco anos de prisão, mas cumpriu apenas nove meses na prisão de Landsberg (sob condições permissivamente brandas).
Em abril de 1924, Röhm tornou-se deputado do Reichstag pelo Partido da Liberdade Nacional-Socialista völkisch (racial-nacional). Ele fez apenas um discurso, pedindo a libertação do tenente-coronel Kriebel. Nas eleições de Dezembro de 1924, os assentos conquistados pelo seu partido foram muito reduzidos e o seu nome ficou demasiado abaixo na lista para o devolver ao Reichstag. Enquanto Hitler estava na prisão, Röhm ajudou a criar o Frontbann como uma alternativa legal ao então ilegal Sturmabteilung (SA). Hitler não apoiou totalmente os planos ambiciosos de Röhm para esta organização, o que se revelou problemático. Hitler desconfiava dessas organizações paramilitares porque grupos concorrentes como o Bund Wiking, o Bund Bayern und Reich e o Blücherbund estavam todos competindo pela adesão e ele percebeu, a partir do golpe fracassado, que esses grupos não poderiam ser legitimados enquanto a polícia e o Reichswehr permaneceu leal ao governo.
Quando, em abril de 1925, Hitler e Ludendorff desaprovaram as propostas sob as quais Röhm estava preparado para integrar os 30 000 homens do Frontbann nas SA, Röhm renunciou a todos os grupos políticos e brigadas militares em 1 de maio de 1925. Ele sentiu grande desprezo pelo caminho “legalista” que os líderes do partido queriam seguir e procurou o isolamento da vida pública.
Em 1928, aceitou um posto na Bolívia como conselheiro do Exército Boliviano, onde recebeu o posto de tenente-coronel. No outono de 1930, Röhm recebeu um telefonema de Hitler solicitando o seu regresso à Alemanha.

## Líder daSturmabteilung

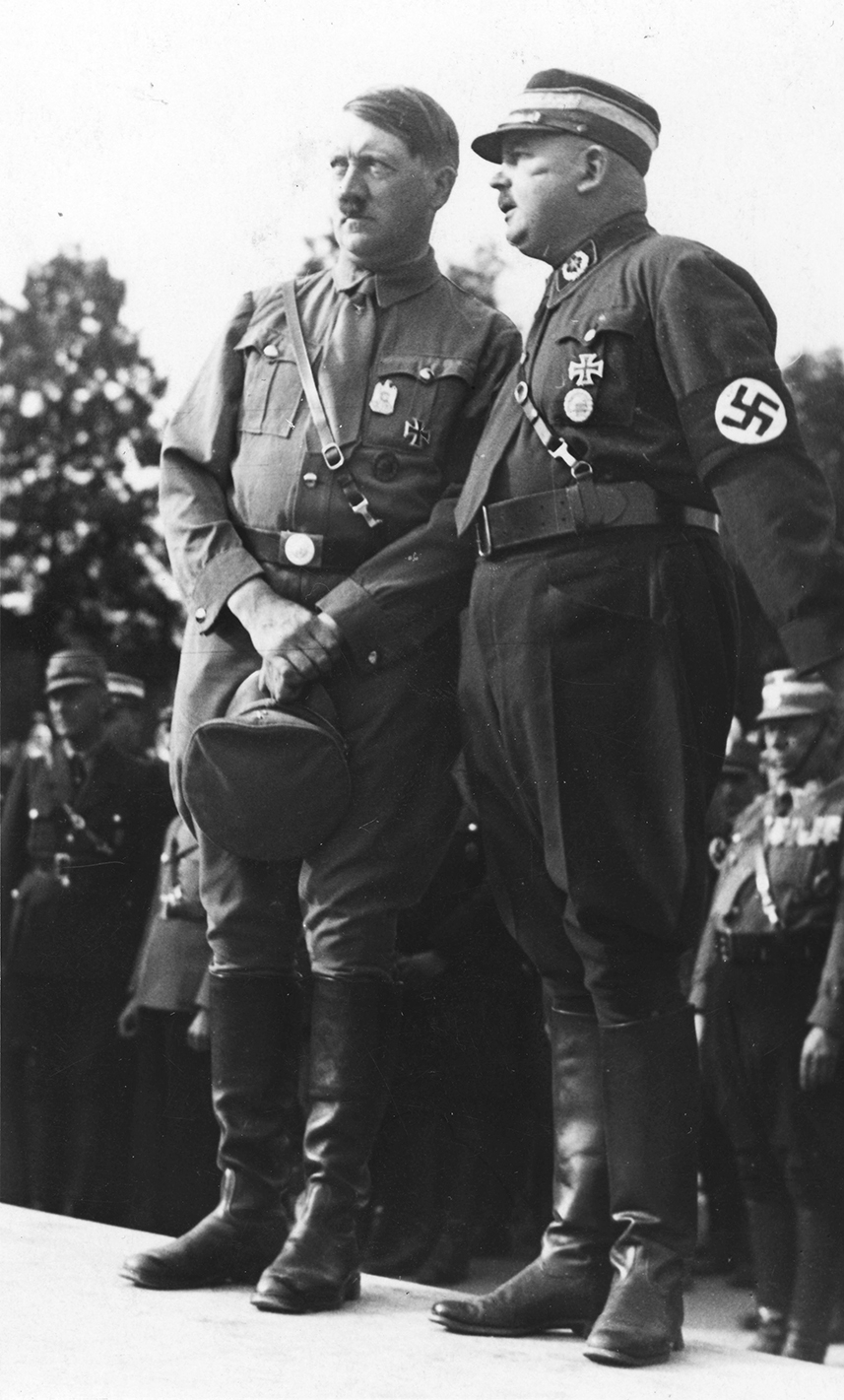
Röhm com Adolf Hitler, agosto de 1933

Em setembro de 1930, como consequência da Revolta de Stennes em Berlim, Hitler assumiu o comando supremo das SA como seu novo Oberster SA-Führer. Ele enviou um pedido pessoal a Röhm, pedindo-lhe que voltasse para servir como Chefe do Estado-Maior das SA. Röhm aceitou esta oferta e iniciou a sua nova missão em 5 de janeiro de 1931. Ele trouxe novas ideias radicais para a SA e nomeou vários amigos próximos para a sua liderança sênior. Anteriormente, as formações SA estavam subordinadas à liderança do Partido Nazista de cada Gau. Röhm estabeleceu um novo Gruppe, que não tinha supervisão regional do Partido Nazista. Cada Gruppe estendia-se por diversas regiões e era comandado por um SA-Gruppenführer que respondia apenas a Röhm ou Hitler.
A SA nessa época contava com mais de um milhão de membros. A sua missão inicial de proteger os líderes nazis em comícios e assembleias foi assumida pela Schutzstaffel (SS) em relação aos principais líderes. As SA continuaram as suas batalhas de rua contra os comunistas, forças de partidos políticos rivais e ações violentas contra judeus e outros considerados hostis à agenda nazista.
Sob Röhm, a SA muitas vezes tomou o lado dos trabalhadores em greves e outras disputas trabalhistas, atacando os fura-greves e apoiando piquetes. A intimidação das SA contribuiu para a ascensão dos nazis e para a repressão violenta de partidos rivais durante as campanhas eleitorais, mas a sua reputação de violência nas ruas e consumo excessivo de álcool foi um obstáculo, tal como os rumores de homossexualidade de Röhm e de outros líderes das SA, como o seu vice, Edmund Heines. Em junho de 1931, o Münchener Post, um jornal social-democrata, começou a atacar Röhm e a SA em relação à homossexualidade em suas fileiras e então, em março de 1932, o jornal obteve e publicou algumas cartas privadas suas nas quais Röhm se descrevia como " orientado para o mesmo sexo" (gleichgeschlechtlich). Estas cartas foram confiscadas pela polícia de Berlim em 1931 e posteriormente repassadas ao jornalista Helmuth Klotz. 
Hitler estava ciente da homossexualidade de Röhm. A amizade deles mostra que Röhm permaneceu um dos poucos íntimos autorizados a usar o familiar alemão du (forma familiar alemã de "você") ao conversar com Hitler. Röhm foi o único líder nazista que ousou se dirigir a Hitler pelo primeiro nome "Adolf" ou pelo apelido "Adi" em vez de "mein Führer". Sua estreita associação levou a rumores de que o próprio Hitler era homossexual. Ao contrário de muitos na hierarquia nazista, Röhm nunca foi vítima da "personalidade cativante" de Hitler, nem ficou totalmente sob seu feitiço, o que o tornou único 
Quando Hitler ascendeu ao poder nacional com a sua nomeação como chanceler em Janeiro de 1933, os membros das SA foram nomeados polícias auxiliares e ordenados por Göring a varrer "todos os inimigos do Estado".

### Segunda revolução
Röhm e a SA consideravam-se a vanguarda da "revolução nacional-socialista". Após a tomada nacional de Hitler, esperavam mudanças radicais na Alemanha, incluindo poder e recompensas para si próprios, sem saber que, como Chanceler, Hitler já não precisava das suas capacidades de combate nas ruas.
No entanto, Hitler nomeou Röhm para vários cargos importantes no Partido e no Estado. Em 2 de junho de 1933, Hitler nomeou-o Reichsleiter, o segundo posto político mais alto do Partido Nazista  Ele foi nomeado membro do Conselho de Estado da Prússia em 14 de setembro e membro da Academia de Direito Alemão em 3 de outubro, avançando para o seu Conselho de Liderança (Führerrat) em novembro. Em 12 de novembro, Röhm foi eleito para o Reichstag . Finalmente, em 2 de dezembro de 1933, foi nomeado para o gabinete do Reich como Ministro do Reich sem pasta, por uma disposição da Lei para Garantir a Unidade do Partido e do Estado, destinada a interligar a liderança do Partido e do governo. Ao mesmo tempo, ele também foi nomeado membro do Conselho de Defesa do Reich.
Juntamente com outros membros da facção mais radical dentro do Partido Nazista, Röhm defendeu uma "segunda revolução" que era abertamente anticapitalista na sua disposição geral. Estes radicais rejeitaram o capitalismo e pretendiam tomar medidas para conter os monopólios e promover a nacionalização da terra e da indústria. Tais planos eram ameaçadores para a comunidade empresarial em geral, e para os financiadores corporativos de Hitler em particular – incluindo muitos líderes industriais alemães com quem ele confiaria para a produção de armas. Para não os alienar, Hitler rapidamente assegurou aos seus poderosos aliados industriais que não haveria uma revolução como a defendida por estes radicais do Partido.

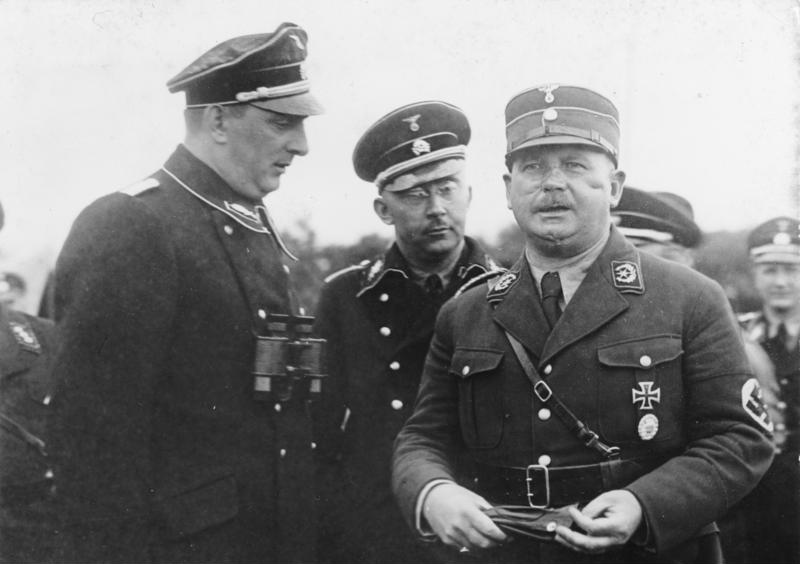
Röhm com o chefe da Ordnungspolizei Kurt Daluege e o chefe da SS Heinrich Himmler, em agosto de 1933

Muitas "tropas de assalto" das SA tinham origens da classe trabalhadora e ansiavam por uma transformação radical da sociedade alemã. Ficaram desapontados com a falta de direcção socialista do novo regime e com o seu fracasso em fornecer o patrocínio generoso que esperavam.  Além disso, Röhm e os seus colegas das SA consideravam a sua força como o núcleo do futuro Exército Alemão e viam-se como substitutos do Reichswehr e do seu corpo de oficiais profissionais estabelecido. Nessa altura, as SA tinham aumentado para mais de três milhões de homens, superando o Reichswehr, que estava limitado a 100 000 homens pelo Tratado de Versalhes. Embora Röhm fosse membro do corpo de oficiais, ele os via como "velhos fogies" que careciam de "espírito revolucionário". Ele acreditava que o Reichswehr deveria ser fundido nas SA para formar um verdadeiro "exército popular" sob seu comando, um pronunciamento que causou consternação significativa dentro da hierarquia do exército e os convenceu de que as SA eram uma ameaça séria. Numa reunião de gabinete em Fevereiro de 1934, Röhm exigiu então que a fusão fosse feita, sob a sua liderança como Ministro da Defesa.

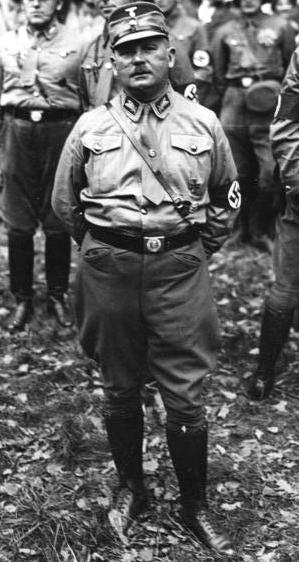
Ernst Röhm na Baviera em 1931

Isto horrorizou o exército, cujas tradições remontavam a Frederico, o Grande. O corpo de oficiais do exército via as SA como uma "turba indisciplinada" de bandidos de rua "brigados" e também estava preocupado com a difusão da "moral corrupta" nas fileiras das SA. Relatos de um enorme esconderijo de armas nas mãos de membros das SA causaram preocupação adicional à liderança do exército. Não é novidade que o corpo de oficiais se opôs à proposta de Röhm. Eles insistiram que a disciplina e a honra desapareceriam se as SA ganhassem o controle, mas Röhm e as SA não se contentariam com nada menos. Além disso, a liderança do exército estava ansiosa por cooperar com Hitler, dado o seu plano de rearmamento e expansão das forças militares profissionais estabelecidas.
Em fevereiro de 1934, Hitler contou ao diplomata britânico Anthony Eden sobre seu plano de reduzir as SA em dois terços. Nesse mesmo mês, Hitler anunciou que as SA ficariam com apenas algumas funções militares menores. Röhm respondeu com reclamações e começou a expandir os elementos armados das SA. A especulação de que a SA estava planejando um golpe contra Hitler tornou-se generalizada em Berlim. Em Março, Röhm ofereceu um compromisso no qual "apenas" alguns milhares de líderes das SA seriam admitidos no exército, mas o exército rejeitou prontamente essa ideia.
Em 11 de abril de 1934, Hitler reuniu-se com líderes militares alemães no navio Deutschland. Nessa altura, ele sabia que o presidente Paul von Hindenburg provavelmente morreria antes do final do ano. Hitler informou a hierarquia do exército sobre o declínio da saúde de Hindenburg e propôs que o Reichswehr o apoiasse como sucessor de Hindenburg. Em troca, ofereceu-se para reduzir as SA, suprimir as ambições de Röhm e garantir que o Reichswehr seria a única força militar da Alemanha. Segundo o correspondente de guerra William L. Shirer, Hitler também prometeu expandir o exército e a marinha.
Embora determinado a restringir o poder das SA, Hitler adiou o fim do seu aliado de longa data. Uma luta política dentro do partido cresceu, com aqueles mais próximos de Hitler, incluindo o primeiro-ministro prussiano Hermann Göring, o ministro da Propaganda Joseph Goebbels, e o Reichsführer-SS Heinrich Himmler, posicionando-se contra Röhm. Para isolar Röhm, em 20 de abril de 1934, Göring transferiu o controle da polícia política prussiana (Gestapo) para Himmler, com quem ele acreditava poder contar para agir contra Röhm.
Tanto o Reichswehr como a comunidade empresarial conservadora continuaram a queixar-se a Hindenburg sobre a SA. No início de junho, o ministro da Defesa Werner von Blomberg emitiu um ultimato a Hitler de Hindenburg: a menos que Hitler tomasse medidas imediatas para acabar com a crescente tensão na Alemanha, Hindenburg declararia a lei marcial e entregaria o controle do país ao exército  A ameaça de uma declaração de lei marcial por parte de Hindenburg, a única pessoa na Alemanha com autoridade para potencialmente depor o regime nazista, colocou Hitler sob pressão para agir. Hitler decidiu que havia chegado a hora de destruir Röhm e de acertar contas com velhos inimigos. Tanto Himmler como Göring saudaram a decisão de Hitler, uma vez que ambos tinham muito a ganhar com a queda de Röhm – a independência das SS para Himmler e a remoção de um rival para Göring.

## Vida pessoal e morte
Röhm era conhecido por ser homossexual, o que Hitler "tolerou". Röhm também era conhecido por ser um bom organizador, um líder forte e por ter modos brutais e inescrupulosos; tudo isso serviu bem politicamente a Hitler, antes de os nazistas obterem o poder nacional em 1933.
Em junho de 1934, em preparação para o expurgo conhecido como Noite das Facas Longas, tanto Himmler quanto Reinhard Heydrich, chefe do Serviço de Segurança da SS, reuniram um dossiê de evidências fabricadas para sugerir que Röhm havia recebido 12 milhões de Reichsmarks pelo governo da França para derrubar Hitler. Em 24 de junho, foram mostradas aos principais oficiais das SS evidências falsificadas de que Röhm planejava usar as SA para lançar uma conspiração contra o governo (Röhm-Putsch). Sob a orientação de Hitler, Göring, Himmler, Heydrich e Victor Lutze elaboraram listas de pessoas dentro e fora das SA a serem mortas. Um dos homens que Göring recrutou para ajudá-lo foi Willi Lehmann, oficial da Gestapo e espião do NKVD. Em 25 de junho, o general Werner von Fritsch colocou o Reichswehr no mais alto nível de alerta. Em 27 de junho, Hitler agiu para garantir a cooperação do exército. Blomberg e o general Walther von Reichenau, o elemento de ligação do exército com o partido, deram-lhe isso ao expulsar Röhm da Liga dos Oficiais Alemães. Em 28 de junho, Hitler foi a Essen para assistir à festa e recepção de casamento de Josef Terboven; de lá, ele ligou para o ajudante de Röhm em Bad Wiessee e ordenou que os líderes da SA se encontrassem com ele em 30 de junho às 11h. Em 29 de junho, apareceu um artigo assinado por Blomberg no Völkischer Beobachter, no qual Blomberg afirmava com grande fervor que o Reichswehr apoiava Hitler. 

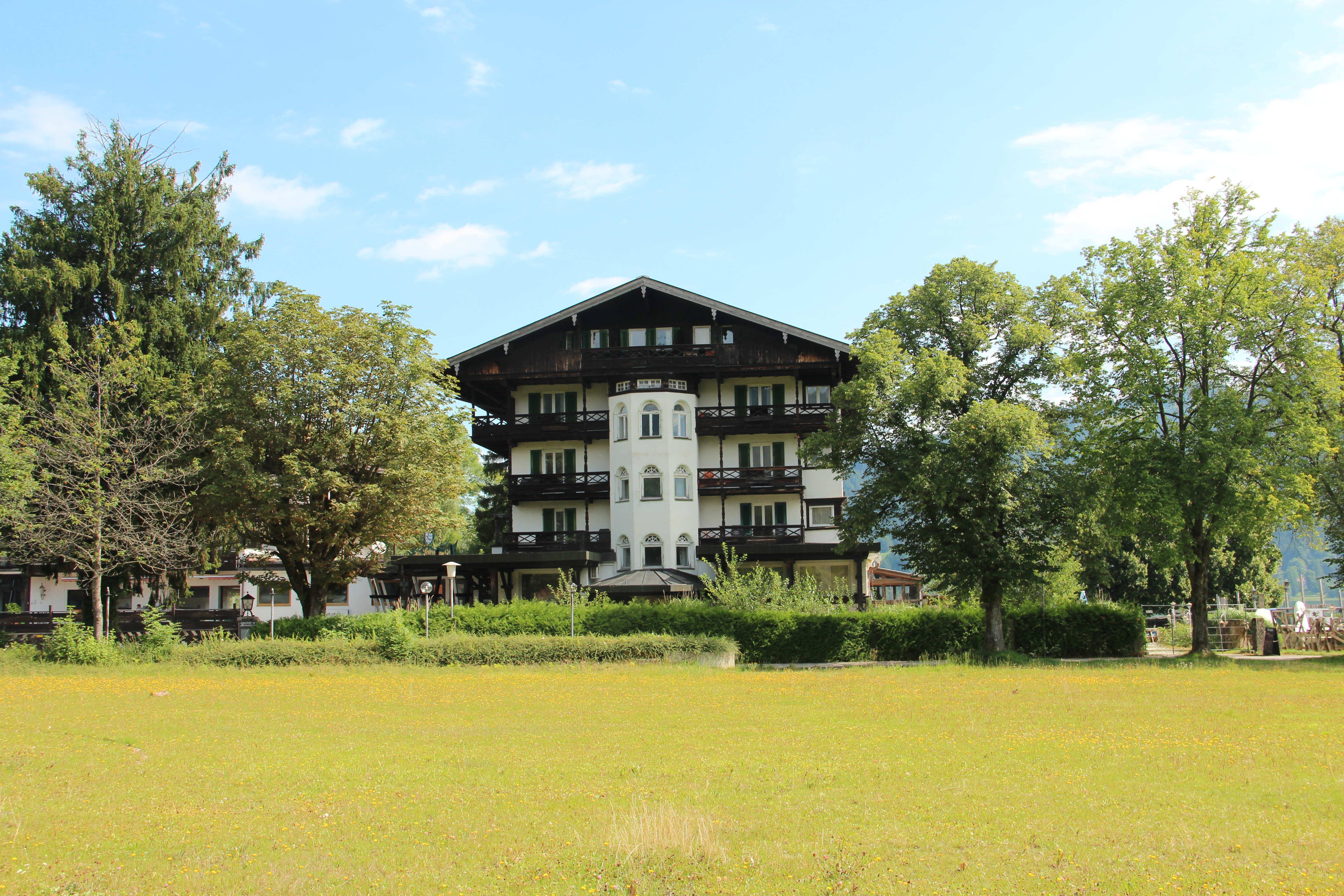
Hotel Lederer am See (antigo Hanselbauer Hotel) em Bad Wiessee antes de sua demolição planejada em 2017

Em 30 de junho de 1934, Hitler e um grande grupo de SS e policiais regulares voaram para Munique e chegaram entre 6h00 e 7h00 ao Hanselbauer Hotel em Bad Wiessee, onde Röhm e seus seguidores estavam hospedados. Com a chegada antecipada de Hitler, a liderança das SA, ainda na cama, foi pega de surpresa. Homens da SS invadiram o hotel e Hitler prendeu pessoalmente Röhm e outros líderes de alto escalão da SA. De acordo com Erich Kempka, Hitler entregou Röhm a "dois detetives segurando pistolas com a trava de segurança destravada". As SS encontraram o líder da SA de Breslávia, Edmund Heines, na cama com um homem não identificado, Obertruppführer da SA, de dezoito anos. Goebbels enfatizou este aspecto na propaganda nazista subsequente, justificando o expurgo como uma repressão à torpeza moral. Kempka disse em uma entrevista de 1946 que Hitler ordenou que Heines e seu parceiro fossem levados para fora do hotel e fuzilados. Enquanto isso, as SS prenderam os outros líderes das SA quando eles deixaram o trem para o encontro planejado com Röhm e Hitler.
Embora Hitler não tenha apresentado nenhuma evidência de uma conspiração de Röhm para derrubar o regime, mesmo assim denunciou a liderança das SA. Chegando de volta à sede do partido em Munique, Hitler dirigiu-se à multidão reunida. Consumido pela raiva, Hitler denunciou “a pior traição da história mundial”. Hitler disse à multidão que "personagens indisciplinados e desobedientes e elementos anti-sociais ou doentios" seriam aniquilados. A multidão, que incluía membros do partido e muitos membros das SA que tiveram a sorte de escapar à prisão, gritou a sua aprovação.
Joseph Goebbels, que esteve com Hitler em Bad Wiessee, deu início à fase final do plano. Ao retornar a Berlim, Goebbels telefonou para Göring às 10h com a palavra-código kolibri ("beija-flor") para liberar os esquadrões de execução sobre o resto de suas vítimas inocentes. O comandante da Leibstandarte SS Adolf Hitler, Sepp Dietrich, recebeu ordens de Hitler para formar um "esquadrão de execução" e ir para a prisão de Stadelheim em Munique, onde Röhm e outros líderes das SA estavam detidos. Lá, no pátio da prisão, o pelotão de fuzilamento Leibstandarte matou cinco generais da SA e um coronel da SA. Vários dos que não foram imediatamente executados foram levados de volta ao quartel Leibstandarte em Lichterfelde, submetidos a "julgamentos" de um minuto e fuzilados por um pelotão de fuzilamento. O próprio Röhm, porém, foi mantido prisioneiro.
Hitler hesitou em autorizar a execução de Röhm, talvez por lealdade ou constrangimento com a execução de um importante tenente; ele finalmente fez isso e concordou que Röhm deveria ter a opção do suicídio. Em 1 de julho de 1934, o SS-Brigadeführer Theodor Eicke (mais tarde Comandante do campo de concentração de Dachau) e o SS-Obersturmbannführer Michael Lippert visitaram Röhm. Uma vez dentro da cela de Röhm, entregaram-lhe uma pistola Browning carregada com um único cartucho e disseram-lhe que tinha dez minutos para se matar ou fariam isso por ele. Röhm hesitou, dizendo-lhes: "Se devo ser morto, deixem que Adolf faça isso sozinho". Não tendo ouvido nada no tempo previsto, Eicke e Lippert retornaram à cela de Röhm às 14h50 e o encontraram de pé, com o peito nu estufado em um gesto de desafio  Eicke e Lippert então atiraram e mataram Röhm. O SA- Obergruppenführer Viktor Lutze, que estava espionando Röhm, foi nomeado o novo Stabschef SA.

## Reações ao expurgo
Enquanto alguns alemães ficaram chocados com os assassinatos de 30 de junho a 2 de julho de 1934, muitos outros viam Hitler como aquele que restaurou a “ordem” no país. A propaganda de Goebbels destacou o "Röhm-Putsch" nos dias que se seguiram. A homossexualidade de Röhm e de outros líderes das SA foi tornada pública para acrescentar "valor de choque", embora fosse conhecida por Hitler e outros líderes nazis há anos.
Em 3 de julho de 1934, o expurgo das SA foi legalizado com um decreto de um parágrafo: a Lei Relativa às Medidas de Autodefesa do Estado, uma medida que o historiador Robin Cross afirmou em 2009 ter sido tomada por Hitler para encobrir os seus próprios rastos. A lei declarava: "As medidas tomadas em 30 de junho, 1 e 2 de julho para reprimir ataques traiçoeiros são legais como atos de legítima defesa do Estado." Na altura não foi feita qualquer referência pública à alegada rebelião das SA, mas apenas referências generalizadas a má conduta, perversão e algum tipo de conspiração.
Num discurso transmitido nacionalmente ao Reichstag em 13 de julho, Hitler justificou o expurgo como uma defesa contra a traição. Antes da conclusão dos eventos da Noite das Facas Longas, não apenas Röhm estava morto, mas mais de 200 pessoas adicionais foram mortas,  incluindo o oficial nazista Gregor Strasser, o ex-chanceler Kurt von Schleicher e o secretário de Franz von Papen, Edgar Jung. A maioria dos assassinados tinha pouca ou nenhuma afiliação com Röhm, mas foram mortos por razões políticas.
Numa tentativa de apagar Röhm da história alemã, todas as cópias conhecidas do filme de propaganda de 1933, Der Sieg des Glaubens - no qual Röhm apareceu - foram destruídas em 1934, provavelmente por ordem de Hitler. No entanto, pelo menos uma cópia sobreviveu à destruição 

## Honrarias e condecorações
- Cruz de Mérito Militar (Baviera) 4ª Classe com espadas, 19 [78]
- Cruz de Ferro de 1914, 2ª Classe[78]
- Cruz de Ferro de 1914, 1ª Classe, 1916[78]
- Distintivo de Ferido de 1914 em prata, 1918[78]